# Región Geográfica Inmediata de Rio do Sul
La región geográfica inmediata de Rio do Sul es una de las 24 regiones inmediatas del estado brasileño de Santa Catarina, una de las seis regiones inmediatas que componen la Región geográfica inmediata de Blumenau, y una de las 509 regiones inmediatas en Brasil, creadas por el IBGE en 2017. Está compuesta de 17 municipios.

## Municipios
| Región Geográfica Inmediata | Código | Municipios        |
| --------------------------- | ------ | ----------------- |
| Rio do Sul                  | 420022 | Agrolândia        |
| Rio do Sul                  | 420022 | Agronômica        |
| Rio do Sul                  | 420022 | Atalanta          |
| Rio do Sul                  | 420022 | Aurora            |
| Rio do Sul                  | 420022 | Braço do Trombudo |
| Rio do Sul                  | 420022 | Laurentino        |
| Rio do Sul                  | 420022 | Lontras           |
| Rio do Sul                  | 420022 | Mirim Doce        |
| Rio do Sul                  | 420022 | Pouso Redondo     |
| Rio do Sul                  | 420022 | Presidente Nereu  |
| Rio do Sul                  | 420022 | Rio do Campo      |
| Rio do Sul                  | 420022 | Rio do Oeste      |
| Rio do Sul                  | 420022 | Rio do Sul        |
| Rio do Sul                  | 420022 | Salete            |
| Rio do Sul                  | 420022 | Santa Terezinha   |
| Rio do Sul                  | 420022 | Taió              |
| Rio do Sul                  | 420022 | Trombudo Central  |